# اشپیلرن
اشپیلرن (به آلمانی: Spillern) یک منطقهٔ مسکونی در اتریش است که در ناحیه کورنویبورگ واقع شده‌است. اشپیلرن ۱٬۷۱۸ نفر جمعیت دارد.